# Timotheosz (zenész)

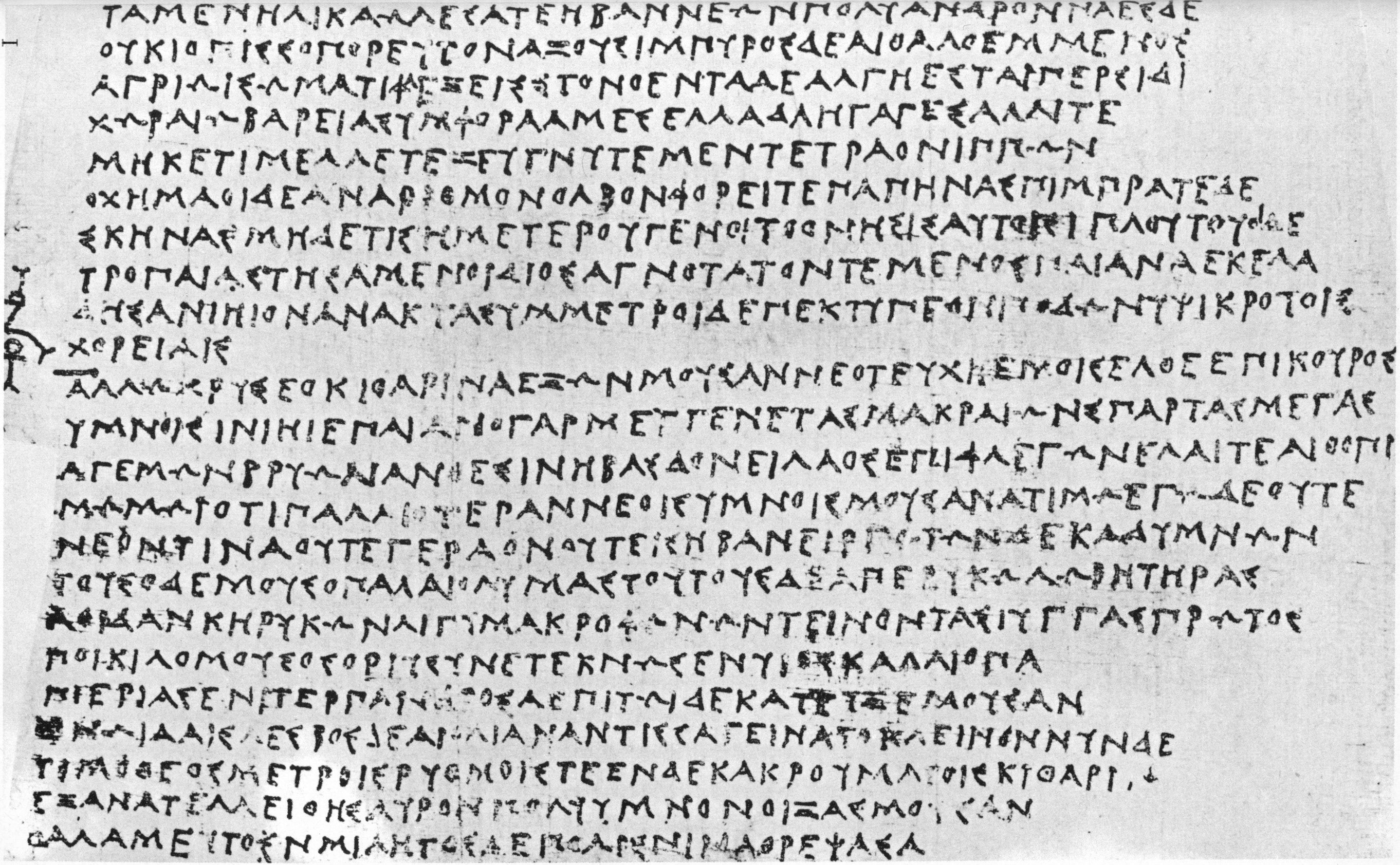
Perzsák című művének kézirata papiruszon

Timotheosz (Τιμόθεος, Milétosz, Kr. e. 450 körül – Makedónia, Kr. e. 360 körül) ókori görög lírai költő, zeneszerző, kitharódosz. A Kr. e. 5. század második felétől kibontakozó „új zene” mozgalmának Philoxenosszal együtt az egyik legmerészebbnek tartott képviselője. A Szuda-lexikon szerint 19 nomoszt, 36 előjátékot (prooimion), 18 dithüramboszt, 21 himnuszt és egyéb műveket írt. Perzsák című művének 253 sora egy majdnem korabeli papiruszon fennmaradt.
Életéről kevés adat van. Phrünisz tanítványa volt, akit egy zenei versenyen később legyőzött. Bizonyos időt tölthetett a makedóniai udvarban, feltehetőleg Spártában is járt. Kezdetben művészi törekvéseit nem kísérte siker, még az újítások iránt fogékonyabb athéniak is kifütyülték előadását. Plutarkhosz szerint ekkor Euripidész azzal vigasztalta, hogy  nemsokára az összes színház a lábai előtt fog heverni. Ez a jóslat nemsokára beteljesedett, Timotheosz népszerűsége nőttön nőtt, szintén Plutarkhosz tudósít arról a diadalról, amit Timotheosz mestere, Phrünisz fölött aratott.
Zenei újításai közé tartozott a kithara hangkészletének kibővítése; ennek mikéntjében a források ellentmondóak, valószínű, hogy a Terpandrosz korában még héthúros hangszert tizenegy húrral szerelte fel. Ennek célja az lehetett, hogy a kitharán áthangolás nélkül többféle hangsorban is lehessen játszani. A hagyomány szerint mikor Spártában járt, Phrünisz hangszeréhez hasonlóan a hatóságok Timotheosz kitharájáról is levagdosták a fölöslegesnek tartott húrokat, majd elrettentésül közszemlére tették a megcsonkított zeneszerszámot.
A Perzsák című művének egy részlete Franyó Zoltán fordításában:
„Halld kérésem, aranyhajú anyám,
és szabadíts meg,
mert csupa veszély, szörnyü veszély
les körülöttem;
mindegy, akár köszörült vas a torkomat
vágja el és megöl azonnal
vagy ha az életem örjöngő vihar
dermesztő hidegének esik talán
martalékul… a gyilkos ár
szép alakom kikezdte… a szél
irgalmatlanul elnyűtt…
S így én szánnivaló fejem
még mohó madaraknak étke lesz majd!"